# Leonid Iarmolnik
Leonid Isaakovitch Iarmolnik (en russe : Леонид Исаакович Ярмольник), né le 22 janvier 1954 dans le village de Grodekovo, kraï du Primorié, est un acteur de théâtre et de cinéma, animateur de télévision et producteur soviétique puis russe.

## Biographie
Leonid Iarmolnik naît le 22 janvier 1954 dans l'Extrême-Orient russe. Son père, Isaak Iarmolnik (1930-2010), est militaire, commandant d'un bataillon d'infanterie mécanisée. Sa mère, Faina Iarmolnik (1935), est assistante de laboratoire dans une clinique. Enfant, Leonid s'adonne à la natation, le patinage, la musique, participe à un atelier de théâtre, et est un fan des Beatles. Il passe son enfance et son adolescence à Lviv, dans l'ouest de l'Ukraine.
Il est diplômé en 1967 de l'Institut d'art dramatique Boris Chtchoukine, élève de Iouri Vassiliévitch Katine-Iartsev. À l'aube de sa carrière, il a déjà du succès en tant que pantomime, grâce notamment au sketch Le Poulet tsitsila (en russe : Цыплёнок табака) qu'il interprète dans la populaire émission humoristique Autour du rire. Entre les années 1976 et 1984, Iarmolnik joue au théâtre de la Taganka. À la fin des années 1980, période de la perestroïka, il part en tournée aux États-Unis avec le poète et chanteur Andreï Makarevitch.
Au début des années 1990, il présente le Leonid Iarmolnik Show à la radio soviétique. En 1991, il participe au dernier numéro de l'émission de gain Les Champs miraculeux, de Vladislav Listiev. Il est le fondateur et le président de la société de distribution audiovisuelle L-club. Leonid Iarmolnik a présenté les émissions Fort Boyard pour la Russie, Hôtel, la Fièvre de l'Or et Garage.
Jusqu'en 2012, il est juré de l'émission KVN, et également 12 fois d'affilée juré de la version chantée de l'émission Les Voix KiViN (en russe : Голосящий КиВиН), avant que le différend qui l'oppose à Alexandre Masliakov, producteur de ces programmes, ne mette un terme à sa collaboration. Du 2 mars au 8 juin 2014, il fait partie du jury de l'émission musicale Copie conforme (en russe : Точь-в-точь). Leonid Iarmolnik fait partie de la troupe du théâtre Sovremennik.

## Vie de famille

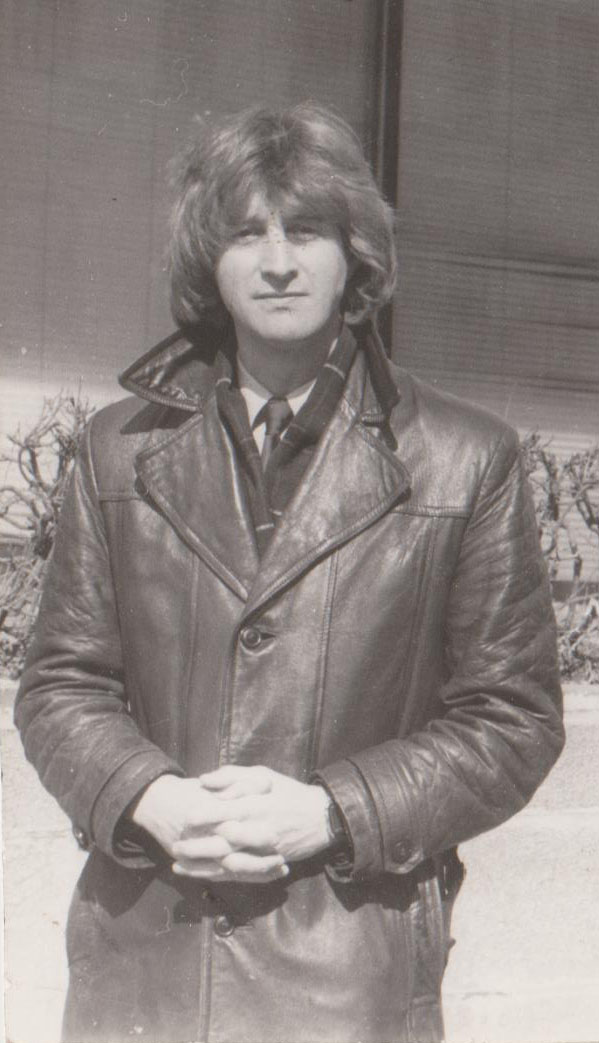
Leonid Iarmolnik à la Grande salle de concert Oktiabrski, en 1985

Leonid a une sœur cadette, Lioudmila Iarmolnik, née en 1961. Elle vit à New York depuis 1993, avec ses parents et sa fille.
- Il vit quasi maritalement avec Zoïa Pylnova, actrice du théâtre de la Taganka, entre 1976 et 1983.
- Sa première épouse est Elena Konieva, nièce du maréchal Ivan Koniev. Leur union ne dure qu'un mois.
- Sa seconde épouse, depuis 1983, est Oksana Pavlovna Iarmolnik (née Afanassieva, le 29 janvier 1960). Elle est designer, costumière de théâtre, actrice. Elle fabrique des poupées et des jouets à collectionner qu'elle vend dans sa boutique de la rue Arbat. Cette enseigne est un cadeau de Leonid. Oksana était la dernière petite amie du barde Vladimir Vissotski, jusqu'à son décès en 1980. Leonid et Oksana ont une fille, Aleksandra, née en 1983. Elle est artiste verrier, et réalise des sculptures en verre. Elle est diplômée de l'Académie d'État de Moscou des Arts et Métiers - Sergueï Stroganov. Leonid Iarmolnik a un neveu, Piotr, né en 2014.

## Opinions politiques et prises de position
Leonid Iarmolnik est depuis janvier 2012 et ce à l'occasion de l'élection présidentielle russe de 2012, le soutien officiel du candidat indépendant Mikhaïl Prokhorov.
Le 27 octobre 2012, lors du congrès du parti politique « La Plate-forme civique », parti créé par Mikhaïl Prokhorov, il est élu membre de son Comité civil fédéral.
Le 30 octobre 2012, il est l'un des organisateurs du rassemblement pour la défense des animaux, durant lequel Iarmolnik menace de mort les chasseurs de chiens errants.
Il est élu président du conseil d'administration de la Fondation internationale de bienfaisance pour les animaux, Rendre l'Espoir. Cette fondation vise à donner des conseils concernant les problèmes liés aux animaux errants et sans maître.
En mars 2014, Leonid Iarmolnik soutient le déploiement des troupes russes en Crimée, qualifiant cette dernière de « terre native des russes ». Dans la même interview il accuse les ukrainiens de l'ouest de xénophobie, opinion confirmée par le témoignage d'habitants de Lviv déclarant vouloir « écarteler les nègres ».

### Élection à la Douma municipale de Moscou et participation à la résolution du problème des chiens errants
En mai 2014, Leonid Iarmolnik annonce son intention de briguer un mandat de député à la Douma de Moscou, sous les couleurs du parti « La Plate-forme civique ». Il se présente dans la circonscription 43 qui regroupe les quartiers de l'Arbat, Presnenski et Khamovniki. Il participe alors aux élections primaires « Mon Moscou ».
L'acteur déclare que s'il est élu, il prendra son mandat de parlementaire au sérieux, et s'attaquera immédiatement au problème des animaux abandonnés. « Une fois cette question résolue, je m'attèlerai alors au problème des sans-abris » déclare-t-il.
Au cours des débats pré-électoraux, Iarmolnik dit que la préoccupation première de la ville de Moscou est le problème des chiens errants.
Il est à noter que Iarmolnik n'est plus domicilié à Moscou depuis 1988. Il habite une maison située dans le village de Podouchkino, à une vingtaine de kilomètres à l'ouest de la capitale par l'autoroute A106, la Roubliovka. 
La dernière fois qu'il a passé une nuit à Moscou, c'était au début des années 1990, selon ses dires.
En 2010, le chien de Leonid Iarmolnik, qui se promenait librement aux alentours de sa propriété de Podouchkino, mord une enfant de 2 ans, voisine de l'acteur. Auparavant, ses voisins avaient demandé que les chiens de l'artiste soient muselés et tenus en laisse, mais leur demande est restée sans réponse. L'acteur dira plus tard qu'il est prêt à tuer pour un chien. En 2012, répondant à une question d'un journaliste de Rossiïskaïa Gazeta, il plaide pour la liberté des chiens errants, soulignant que ces animaux n'ont pas besoin d'être pourchassés et enfermés.
Si Iarmolnik remporte le vote de la proposition lors des primaires organisées pour l'élection des députés, le 6 juin 2014, il est quand même défait lors des élections finales, le 14 septembre 2014, en totalisant 27,43 % des suffrages.

### Position publique
Iarmolnik signe en mars 2014 une pétition, avec d'autres, pour la défense du musicien russe Andreï Makarevitch, critique envers la politique des autorités russes en Ukraine.

## Démêlés avec un journaliste
En mai 2007, Leonid Iarmolnik et Alexandre Abdoulov sont impliqués dans l'agression du photojournaliste Marat Saïtchenko. L'incident se produit à la sortie du restaurant de la Maison centrale des écrivains (en russe : Центрального Дома Литераторов), à Moscou. L'artiste insulte le journaliste, essayant de lui arracher son appareil, avant de le gifler du revers de la main, arguant que celui-ci n'a pas le droit de le photographier.
Le journaliste quant à lui déclare que Iarmolnik a menacé de le tuer s'il publiait une quelconque photo, a attrapé son téléphone mobile avant de le piétiner, puis lui a asséné un coup de poing. Marat Saïtchenko, bien que boxeur amateur, s'est abstenu de répliquer, craignant de possibles conséquences.
Selon Iarmolnik, « il n'y a pas eu de rixe et en fait le gars était si fortement accroché à son appareil qu'il a dû se faire mal tout seul, quand nous avons essayé de le lui arracher ».
En 2014, après que le président de la fédération de Russie Vladimir Poutine a décoré de l'Ordre du Courage le journaliste Marat Saïtchenko, Iarmolnik dit que s'il advenait encore un problème du même genre, il agirait de façon identique.
Il avoue qu'il avait déjà détruit l'appareil photo d'un journaliste de la Komsomolskaïa Pravda, dans les années 1980.

## Filmographie
- 1979 : Ce même Münchausen (Тот самый Мюнхгаузен, Tot samyi Munchausen) téléfilm de Mark Zakharov : Théophile, fils du Baron de Münchhausen
- 1982 : Cherchez la femme, l'adaptation de La Perruche et le Poulet : Maximen
- 1984 : Le Capitaine Fracasse (Капитан Фракасс) de Vladimir Saveliev : Léandre
- 1987 : L'Homme du boulevard des Capucines
- 1995 : Vacances moscovites
- 1993 : Nastia (Настя) de Gueorgui Danielia : passant au chapeau
- 1999 : La Baraque (ru) (Барак) de Valeri Ogorodnikov (ru)
- 2000 : Les Musiciens de Brême & Co
- 2004 : Mon beau-frère Frankenstein
- 2007 : Gloss
- 2008 : Les Zazous
- 2010 : L'Amour dans les mégalopoles 2
- 2011 : Un vrai conte de fée
- 2011 : Ma famille de fous
- 2013 : Il est difficile d'être un dieu
- 2013 : Sherlock Holmes (Шерлок Холмс) d'Andreï Kavoune : Branton (série télévisée)
- 2019 : Odessa (Одесса) de Valeri Todorovski : Grigori Iossifovitch
- 2024 : Le Maître et Marguerite (Мастер и Маргарита) de Mikhaïl Lokchine : Pr Stravinski

### Doublages
- 2010 — Moi, moche et méchant, Gru (v.o. de Steve Carell)
- 2010 — Cars 2, Sir Miles Axlerod (v.o. d'Eddie Izzard)

## Rôles au théâtre

### Théâtre de la Taganka
- Dix jours qui ébranlèrent le monde, de John Silas Reed, mise en scène de Iouri Lioubimov, Kerenski
- Les morts et les vivants, mise en scène de Iouri Lioubimov
- L'Heure de pointe, de Jerzy Stefan Stawiński

### Théâtre Sovremennik
- Avec Bonheur!, mise en scène de Rodion Ovtchinnikov, Kiril Tsander

## Télévision
- Humoriste pantomime pour l'émission Autour du rire (Le Poulet tsitsila)
- Co-auteur et présentateur de l'émission de divertissement L-club, sur la Première chaine puis sur la chaine RTR, entre le 10 février 1993 et le 29 décembre 1997.
- Auteur et présentateur de La Fièvre de l'Or sur la chaine ORT entre le 8 octobre 1997 et le 21 novembre 1998.
- Présentateur du jeu télévisé Hôtel en 1999.
- Présentateur du jeu télévisé Garage entre le 25 février 2000 et le 5 juin 2000.
- Présentateur de Fort Boyard pour la télévision russe, sur la chaine RTR entre 2003 et 2006.
- Membre du jury de l'émission musicale Copie conforme entre le 2 mars 2014 et le 8 juin 2014.

### Documentaire sur Leonid Iarmolnik
En 2014 est diffusé le documentaire Leonid Iarmolnik - Je suis un homme chanceux! sur la Première chaine. La scénariste est Zarema Draoubaeva, le réalisateur Konstantin Smilga.

## Nominations et prix
- 1995 — Prix national de la critique et de la presse de Russie, Bélier d'Or du meilleur producteur de l'année pour le film Vacances à Moscou
- 1999 — sélectionné pour le Bélier d'Or du meilleur second rôle dans le film La Baraque
- 2000 — Prix d'État de la fédération de Russie dans le domaine des arts pour le film La Baraque
- 2000 — Nika, prix de l'Académie Russe des arts cinématographiques pour le meilleur second rôle dans le film La Baraque
- 2005 — sélectionné pour le Nika du meilleur acteur dans le film Mon Demi-frère Frankenstein
- 2015  - Nika du meilleur acteur dans le film Il est difficile d'être un dieu

## Anecdotes
- Leonid Iarmolnik, Alexandre Abdoulov et Mikhaïl Pertchenko posent nus pour le photographe Valeri Plotnikov, cadeau pour l'actrice Elena Koreneva.
- À la demande de Vladimir Vissotski, Leonid interprète le rôle de Kerenski au Théâtre de la Taganka, dans la pièce Dix jours qui ébranlèrent le monde.
- Le chanteur et poète Andreï Makarevitch a vécu de nombreuses années dans la première maison de Iarmolnik.
- En 1993, pour ne pas perdre la maison de ses parents à Lviv, Leonid reçoit la citoyenneté ukrainienne.
- L'acteur s'est lié d'amitié avec le journaliste Vladislav Listiev et son épouse Albina Nazimova, mais n'aime pas s'exprimer sur ce sujet.
- Dirigé par Andreï Makarevitch, Leonid interprète la chanson titre du film Vacances à Moscou.
- Il collectionne les automobiles GAZ « Victoire » depuis 2004, première voiture offerte par sa femme.
- Le 11 juin 2013 il présente l'ouverture du Festival international du film « Le Miroir » - Andreï Tarkovski.